# Natale tutti i giorni
Natale tutti i giorni (in spagnolo Reviviendo la Navidad) è un film del 2022 diretto da Mark Alazraki.

## Trama
Poco prima di Natale il burbero Chuy perde conoscenza e si risveglia dopo un anno senza nessun ricordo degli ultimi 12 mesi. Si renderà conto ben presto che è condannato a risvegliarsi ogni Vigilia di Natale e dovrà affrontare quello che farà il suo alter-ego durante i 364 giorni precedenti.

## Distribuzione
Il film è stato distribuito sulla piattaforma Netflix a partire dal 20 dicembre 2022.